# Reinhold Johansson
Reinhold Johansson, född 20 augusti 1892 i Bolmsö, Jönköpings län, död 18 juli 1952 i Landskrona, var en svensk målare. 
Johansson var i yngre år styrman, men sedan han genom ett vådaskott i ena armen under en jakt skadat sig kunde han inte fortsätta sitt arbete till sjöss. När han tvingades till ett liv på land började han måla, och som konstnär var han autodidakt. Han ställde ut separat eller i grupp på vitt skilda platser i landet. Hans konst består av realistiska mariner med segelfartyg i stormväder. 